# Alfred Le Poittevin
Pour les articles homonymes, voir Le Poittevin.
Alfred Le Poittevin, né à Rouen le 29 septembre 1816 et mort à La Neuville-Chant-d'Oisel 3 avril 1848, est un poète et avocat français.

## Biographie
Paul Alfred Le Poittevin fait des études au collège de Rouen et à la faculté de droit de Paris. Il devient avocat à Rouen en 1842. La famille Le Poittevin était très liée avec la famille Flaubert : le père d'Alfred fut le parrain de Gustave Flaubert, et le père de Gustave fut celui d'Alfred. De cinq ans l'aîné de Gustave Flaubert, il fut un de ses amis très chers et un de ses premiers confidents (les Mémoires d'un fou lui furent dédiées), avant Louis Bouilhet. Très stimulé dans ses lectures philosophiques par Alfred Le Poittevin qui admirait Spinoza et avait écrit une Promenade de Bélial, Flaubert lui dédicacera sa Tentation de saint Antoine (1874) plus de vingt ans après sa mort.
Alfred Le Poittevin épouse le 6 juillet 1846 Louise de Maupassant (sœur de Gustave de Maupassant). Sa sœur Laure (28 septembre 1821 Rouen - 8 décembre 1903 Nice) épouse, elle, le 9 novembre 1846 à Rouen son beau-frère Gustave de Maupassant, tous deux futurs parents de Guy de Maupassant. Il a influencé, à titre posthume, l'œuvre de son neveu : il est sans doute à l'origine de la problématique du double chez Maupassant, exprimée notamment dans Le Horla.
Louis Le Poittevin (1847-1909) son fils, est un peintre qui expose au salon dès 1877. Il fut l'ami et le confident de Guy de Maupassant. 
Alfred Le Poittevin laisse plusieurs œuvres, qui ne furent publiées qu'en 1909 et 1924 par René Descharmes, spécialiste de Flaubert.

## Œuvres
- Alfred Le Poittevin. Une promenade de Bélial et œuvres inédites précédées d'une introduction sur la vie et le caractère d'Alfred Le Poittevin, par René Descharmes Broché – 1924